# José de Jesús Pimiento Rodríguez
José de Jesús kardinál Pimiento Rodríguez (18. února 1919, Zapatoca – 3. září 2019) byl kolumbijský římskokatolický kněz a emeritní arcibiskup Manizales.

## Život
Narodil se Agustínovi Pimientovi a Salomé Rodríguez. Svá církevní studia doplnil prve v Menším semináři San Gil a poté ve Vyšším semináři v Bogotě. Na kněze byl vysvěcen 14. prosince 1941 arcibiskupem Ismaelem Perdomo Borrerem. Kněžskou službu vykonával jako vikář koadjutor farnosti Mogotes, katedrály v San Gil a Vélez, profesor semináře, kaplan nemocnice v San Gil, koordinátor Acción Social aj.
Dne 14. června 1955 jej papež Pius XII. jmenoval pomocným biskupem Pasta a titulárním biskupem z Apollonis. Biskupské svěcení přijal 28. srpna 1955 z rukou kardinála Crisanta Luque y Sáncheze a spolusvětiteli byli biskup Emilio Botero González a biskup Pedro José Rivera Mejía. Tuto funkci vykonával do 30. prosince 1959 kdy byl jmenován biskupem diecéze Montería.
Dne 29. února 1964 byl ustanoven biskupem Garzónu. V letech 1972–1978 byl předsedou Kolumbijské biskupské konference. Dne 22. května 1975 byl jmenován metropolitním arcibiskupem Manizales. Dne 15. října 1996 přijal papež Jan Pavel II. jeho rezignaci na post arcibiskupa, z důvodu dosažení kanonického věku 75 let.
Dne 14. února 2015 jej papež František na konzistoři jmenoval kardinálem s titulem-kardinál kněz ze San Giovanni Crisostomo a Monte Sacro Alto.